# Siergiej Korniłajew
Siergiej Grigorjewicz Korniłajew (ros. Сергей Григорьевич Корнилаев; ur. 20 lutego 1955 w Czuwasz-Kubowie) – radziecki zapaśnik startujący w stylu wolnym. Brązowy medalista olimpijski z Moskwy 1980 w kategorii 48 kg.
Mistrz świata w 1978, 1979, 1981 i 1982. Mistrz Europy w 1984 i drugi w 1977. Pierwszy w Pucharze Świata w 1978 i 1981; drugi w 1982. Drugi na zawodach Przyjaźń-84.
Mistrz ZSRR w 1977, 1978, 1979, 1981 i 1982; drugi w 1976, 1980 i 1983 roku.